# Zanęta
Zanęta – śladowe ilości pokarmu o dużej wartości aromatycznej podawane w łowisko przez wędkarzy, w celu przywabienia i utrzymania w nim ryb. Zanęta ma różny skład i konsystencję, w zależności od poławianego gatunku.
W hodowli ryb zanętą nazywa się pożywienie służące do utrzymania ich w łowisku. Ryby są zwabiane dzięki atraktantom zapachowym. Zanętę stosuje się przed połowem nawet na kilka dni (gdy chodzi o przyzwyczajenie ryb do nieznanej im zanęty) lub podczas połowu dla utrzymania zwabionych ryb w łowisku.
Zanęcanie przyczynia się do szybszej eutrofizacji wód, ale jego skalę trudno ocenić ze względu na zmienny i punktowy charakter.
Nie należy mylić z przynętą.

## Zanęta sypka
Jest to rodzaj zanęty kupowanej w sklepie w firmowych opakowaniach. Jest wyprodukowana najczęściej na bazie bułki tartej. Zawiera ona wszystkie potrzebne atraktory i jest gotowa do użycia. Mimo tego zaleca się dodawanie niewielkich ilości używanych przez nas przynęt (np. białych robaków) w celu uatrakcyjnienia jej.

### Sposób stosowania
Sypką zanętę należy wsypać do wiadra i powoli dodawać wody z łowiska jednocześnie mieszając do momentu uzyskania pożądanej konsystencji. Następnie trzeba uformować kule i stopniowo wrzucać w łowisko – na początku 4–5 kul, później pojedynczo w czasie łowienia, gdy zaobserwujemy spadek liczby brań.
Konsystencja zanęty zależy od wielkości ryb jakie chcemy poławiać. Kiedy łowimy małe ryby, zanęta powinna zawierać więcej wody, aby rozpuszczała się przed dotknięciem dna. W przypadku dużych ryb zanęta powinna zawierać mniej wody, by stopniowo uwalniać zawarte w sobie aromaty. Ponadto zaleca się dodawanie większej ilości stosowanych przynęt, jeśli chcemy złowić „coś większego”. Konsystencja zawsze powinna być taka, aby łatwo było formować kule.

## Ziarna jako zanęta
Jako zanętę można stosować także ziarna zbóż takich jak kukurydza czy pęczak. W celu podniesienia ich atrakcyjności w czasie przygotowywania, dodaje się czasem do nich różnego rodzaju atraktory zapachowe.

### Sposób stosowania
Przed rozpoczęciem wędkowania wprowadzamy w łowisko kilka garści ziarna. Później w czasie wędkowania podajemy je tylko w przypadku zmniejszenia się liczby brań.

## Zanęta na ryby padlinożerne
Są to gatunki takie jak sum czy węgorz, gdy chcemy je zwabić w łowisko podajemy do wody wnętrzności i krew zwierzęcą.